# Friedrich Emil Otto Schultze
Friedrich Emil Otto Schultze (* 9. Oktober 1872 in Merseburg; † 11. Januar 1950 in Frankfurt am Main) war ein deutscher Arzt, Psychologe und Hochschullehrer.

## Leben
Er wurde als Sohn des Bankiers Carl Friedrich August Schultze und seiner Ehefrau Emilie Henriette (geb. Felgner) geboren. Nach dem Abitur 1892 am Domgymnasium Merseburg studierte er zunächst Medizin an den Universitäten Kiel, Leipzig, Heidelberg und München. Das Staatsexamen bestand er 1898 in Heidelberg. 1896 schloss er sein Medizinstudium in Jena mit der Dissertation „Über den Wärmehaushalt des Kaninchens nach dem Wärmestich“ zum Dr. med. ab. Als Schiffsarzt reiste er mehrfach nach Nordamerika. Ab 1900 studierte er Psychologie in München, Leipzig und Würzburg. Durch den Besuch von Lehrveranstaltungen bei Theodor Lipps, Ernst Meumann und Wilhelm Wundt wurde sein Interesse für Psychologie geweckt. Weitere Impulse erhielt er durch Oswald Külpe in Würzburg und die dort etablierte Denkpsychologie, die eine Gegenposition zur Assoziationspsychologie darstellte. Seine Dissertation verfasste er 1906 bei Külpe zu dem Thema „Einige Hauptgesichtspunkte der Beschreibung in der Elementarpsychologie. Erscheinungen und Gedanken“ und er provierte damit zum Dr. phil.
Er war zunächst Assistenzarzt in Halle und mit dem psychiatrischen Denken gut vertraut. Von 1906 bis 1908 war er Assistent an der Universität Frankfurt am Main. 1907 fasste er den Entschluss, in die Psychologie zu gehen und wurde Assistent bei Karl Marbe in Frankfurt. 1908 habilitierte er sich dort mit der Arbeit „Beitrag der Psychologie zum Zeitbewusstsein“. Zwischen 1909 und 1913 hatte er einen Lehrauftrag als Professor der Philosophie am Oberlehrerinstitut in Buenos Aires; hier kam er erstmals mit Fragen der Pädagogischen Psychologie in Kontakt. Während der Kriegszeit (1914–1918) arbeitete er als Arzt in psychiatrischen Kliniken. Zurückgekehrt nach Frankfurt versuchte er, seine psychologischen Erkenntnisse bei Studierenden anzuwenden, indem er ihnen Prinzipien des wissenschaftlichen Denkens zu vermitteln suchte. Die Beobachtung schulischer Lernsituationen für seine Studenten begann er in einer Lehrveranstaltung „Pädagogischer Anschauungsunterricht“. Seine Überzeugung war, ein Lehrer sollte psychologische Methoden kritischen und induktiven Denkens vermittelt bekommen, um Unterrichtssituationen empirisch analysieren zu können. 1922 erhielt Schultze einen Ruf auf eine o. Professur für Pädagogik und Philosophie an der Universität Königsberg. In Königsberg promovierte 1933 bei ihm u. a. Paul Naffin mit dem Thema „Das soziale Verhalten taubstummer Schulkinder – Eine sozialpsychologisch-individualdiagnostische Untersuchung“.
Im Wintersemester 1934/35 wurde Schultze zwangsweise auf einen vakanten Lehrstuhl an die Universität Halle versetzt. Seine Überzeugungen einer kritischen und selbstbestimmten Psychologie stimmten nicht mit der nationalsozialistischen Weltanschauung von Führerprinzip und Unterordnung überein, sodass er sich 1935 emeritieren ließ. Seine Lehrtätigkeit setzt er an der Universität Königsberg fort, bis er 1939 endgültig ein Redeverbot erhielt. Im Ruhestand beschäftigte er sich mit erkenntnistheoretischen und pädagogisch-psychologischen Fragen. Durch Flucht entkam er den Kriegswirren in Ostpreußen. An seiner alten Wirkungsstätte, der Universität Frankfurt, wurde er 1946 gebeten, einen Lehrauftrag zu übernehmen, dieser Bitte kam er bis 1949, also bis kurz vor seinem Tod, nach.

## Publikationen (Auswahl)
- Das akademische Studium des Lehrers und Erziehers: Für Studenten und Arbeitsgemeinschaften. Verlag  L. Oehmigke, Berlin 1928.
- Vorbereitung und Kritik des Unterrichtes (Eine Anleitung mit Lehrproben); Für Studenten, Studienreferendare und Arbeitsgemeinschaften. L. Oehmigke's Verlagsbuchhandlung, Berlin 1927.
- Anleitung zur Menschenkenntnis. Quelle & Meyer. Leipzig 1923.
- Entwurf zu einem Plan für die akademische Ausbildung der Volksschullehrer. Verlag Leupold, Königsberg (Preußen) 1923.
- Grundlegung der Pädagogik. Empirische Phänomenologie des Unterrichts. Beltz, Langensalza 1926.
- Gedächtnishilfen bei der Setzlesemethode: Neues zum Anfangsleseunterricht. Diesterweg, Frankfurt a. M. 1914.
- Die psychophysischen Grundlagen des Immanenzprinzips. Archiv für die gesamte Psychologie, 111, 288–387.